# Danh sách cầu thủ tham dự Cúp bóng đá châu Phi 1994
Dưới đây là danh sách các đội hình thi đấu tại Cúp bóng đá châu Phi 1994.

## Bảng A

### Mali
Huấn luyện viên: Mamadou Keira
| Số | Vt | Cầu thủ             | Ngày sinh (tuổi)            | Số trận | Câu lạc bộ                 |
| -- | -- | ------------------- | --------------------------- | ------- | -------------------------- |
|    | TM | Ousmane Farota      |                             |         | Stade Malien               |
|    | TM | Karamoko Keita      | 21 tháng 9, 1974 (19 tuổi)  |         | Garges                     |
|    | HV | Dramane Dembelé     |                             |         | Djoliba AC                 |
|    | HV | Yatouma Diop        |                             |         | Stade Malien               |
|    | HV | Oumar Guindo        | 12 tháng 12, 1969 (24 tuổi) |         | Djoliba AC                 |
|    | HV | Moussa Keita        |                             |         | Crédit Agricole            |
|    | HV | Souleymane Sangare  |                             |         | Real Bamako                |
|    | HV | Abdoul Karim Sidibé |                             |         | Djoliba AC                 |
|    | HV | Mobido Sidibé       |                             |         | USFAS Bamako               |
|    | TV | Amadou Pathé Diallo | 11 tháng 10, 1967 (26 tuổi) |         | CD Recreativo Quarteirense |
|    | TV | Demba N'Diaye       | 26 tháng 10, 1969 (24 tuổi) |         | FA Île-Rousse              |
|    | TV | Habib Sangaré       |                             |         | Sohan SC                   |
|    | TV | Sékou Sangaré       | 14 tháng 9, 1974 (19 tuổi)  |         | AJ Auxerre                 |
|    | TV | Ibrahim Sory Touré  |                             |         | Stade Malien               |
|    | TV | Abdoulaye Traoré    |                             |         | SS Saint-Pauloise          |
|    | TV | Brehima Traoré      |                             |         | AS Mande                   |
|    | TĐ | Soro Camara         |                             |         | Bitou Segou                |
|    | TĐ | Fernand Coulibaly   | 1 tháng 8, 1971 (22 tuổi)   |         | Al-Wahda FC (Mecca)        |
|    | TĐ | Makan Keita         |                             |         | Djoliba AC                 |
|    | TĐ | Ousmane Soumano     |                             |         | Cầu thủ tự do              |
|    | TĐ | Bassala Touré       | 26 tháng 2, 1976 (18 tuổi)  |         | KAC Marrakesh              |
|    | TĐ | Soumaila Traoré     |                             |         | Raja Casablanca            |

### Tunisia
Huấn luyện viên: Youssef Zouaoui, Faouzi Benzarti
| Số | Vt | Cầu thủ              | Ngày sinh (tuổi)            | Số trận | Câu lạc bộ               |
| -- | -- | -------------------- | --------------------------- | ------- | ------------------------ |
|    | TM | Ali Boumnijel        | 13 tháng 4, 1966 (27 tuổi)  |         | FC Gueugnon              |
|    | TM | Chokri El Ouaer      | 15 tháng 8, 1966 (27 tuổi)  |         | Espérance                |
|    | TM | Radhouane Salhi      | 18 tháng 12, 1967 (26 tuổi) |         | Etoile du Sahel          |
|    | HV | Mounir Boukadida     | 24 tháng 10, 1967 (26 tuổi) |         | Etoile du Sahel          |
|    | HV | Taoufik Hichri       | 8 tháng 1, 1965 (29 tuổi)   |         | Vitória de Guimarães     |
|    | HV | Mohamed Ali Mahjoubi | 28 tháng 12, 1966 (27 tuổi) |         | Espérance                |
|    | HV | Imed Mizouri         | 20 tháng 10, 1966 (27 tuổi) |         | Etoile du Sahel          |
|    | HV | Mourad Okbi          | 1 tháng 9, 1965 (28 tuổi)   |         | Al-Ahli (Jeddah)         |
|    | HV | Ahmed Souissi        |                             |         | CA Bizertin              |
|    | HV | Tarek Thabet         | 16 tháng 8, 1971 (22 tuổi)  |         | Espérance                |
|    | HV | Mohamed Trabelsi     |                             |         | Océano Club de Kerkennah |
|    | TV | Lofti Ben Sassi      |                             |         | Olympique Béja           |
|    | TV | Raouf Bouzaiene      | 16 tháng 8, 1970 (23 tuổi)  |         | Stade Lavallois          |
|    | TV | Sirajeddine Chihi    | 16 tháng 4, 1970 (23 tuổi)  |         | Espérance                |
|    | TV | Mourad Gharbi        | 21 tháng 1, 1966 (28 tuổi)  |         | CA Bizertin              |
|    | TV | Adel Sellimi         | 16 tháng 11, 1972 (21 tuổi) |         | Club Africain            |
|    | TV | Samir Sellimi        | 5 tháng 6, 1970 (23 tuổi)   |         | Club Africain            |
|    | TV | Skander Souayah      | 20 tháng 11, 1972 (21 tuổi) |         | Club Sportif Sfaxien     |
|    | TĐ | Ayedi Hamrouni       | 24 tháng 12, 1971 (22 tuổi) |         | Espérance                |
|    | TĐ | Jameleddine Limam    | 11 tháng 6, 1967 (26 tuổi)  |         | Stade Tunisien           |
|    | TĐ | Faouzi Rouissi       | 20 tháng 3, 1971 (23 tuổi)  |         | SM Caen                  |
|    | TĐ | Ziad Tlemcani        | 10 tháng 5, 1963 (30 tuổi)  |         | Vitoria Guimaraes        |

### Zaire
Huấn luyện viên: Kalala Mukendi
| Số | Vt | Cầu thủ             | Ngày sinh (tuổi)            | Số trận | Câu lạc bộ          |
| -- | -- | ------------------- | --------------------------- | ------- | ------------------- |
|    | TM | Kasango Mpia        |                             |         | DC Motemba Pembe    |
|    | TM | Bulayima Mukuayanzo | 26 tháng 1, 1969 (25 tuổi)  |         | Feyenoord           |
|    | TM | Bilolo Tambwe       |                             |         | AS Vita Club        |
|    | HV | Ntumba Danga        |                             |         | K.F.C. Lommel S.K.  |
|    | HV | Kabwe Kasongo       | 31 tháng 7, 1970 (23 tuổi)  |         | DC Motemba Pembe    |
|    | HV | Epangala Lukose     |                             |         | AS Vita Club        |
|    | HV | Tamukili Lukima     | 6 tháng 9, 1975 (18 tuổi)   |         | AS Vita Club        |
|    | HV | Mbaki Makengo       |                             |         | Hoogstraten VV      |
|    | HV | Mansoni Ngombo      |                             |         | R.F.C. Seraing      |
|    | HV | José Nzau           |                             |         | RC Paris            |
|    | TV | Lemba Basuala       | 3 tháng 3, 1965 (29 tuổi)   |         | Vitoria Guimaraes   |
|    | TV | Kubu Lembi          | 19 tháng 8, 1972 (21 tuổi)  |         | R. Antwerp F.C.     |
|    | TV | Lugomgola Mateso    |                             |         | KFC Diest           |
|    | TV | Kabeya Mukanya      | 1 tháng 5, 1968 (25 tuổi)   |         | K.F.C. Lommel S.K.  |
|    | TV | Mbote Ndinga        | 11 tháng 9, 1966 (27 tuổi)  |         | Vitoria Guimaraes   |
|    | TV | Yoko Ngwengwe       | 12 tháng 12, 1970 (23 tuổi) |         | DC Motemba Pembe    |
|    | TĐ | Elos Elonga-Ekakia  | 5 tháng 2, 1974 (20 tuổi)   |         | K.S.K. Beveren      |
|    | TĐ | Menana Lukaku       | 6 tháng 6, 1967 (26 tuổi)   |         | R.F.C. Seraing      |
|    | TĐ | Mayo Mbunga         |                             |         | AS Dragons          |
|    | TĐ | Ekanza Nsimba       | 9 tháng 8, 1969 (24 tuổi)   |         | K. Beerschot V.A.C. |
|    | TĐ | Nsumbu Ngoy         | 30 tháng 10, 1972 (21 tuổi) |         | Germinal Ekeren     |
|    | TĐ | Bunene Ngaduane     | 30 tháng 7, 1972 (21 tuổi)  |         | QwaQwa Stars        |

## Bảng B

### Ai Cập
Huấn luyện viên: Taha Ismail
| Số | Vt | Cầu thủ             | Ngày sinh (tuổi)            | Số trận | Câu lạc bộ       |
| -- | -- | ------------------- | --------------------------- | ------- | ---------------- |
|    | TM | Saafane El-Saghir   |                             |         | Ismaily SC       |
|    | TM | Hussein El-Sayed    | 13 tháng 12, 1964 (29 tuổi) |         | Al-Zamalek       |
|    | TM | Ahmed Shobair       | 28 tháng 9, 1960 (33 tuổi)  |         | Al-Ahly          |
|    | HV | Hamza El-Gamal      |                             |         | Ismaily SC       |
|    | HV | Islam Fathi         |                             |         | Al-Qanah         |
|    | HV | Fawzi Gamal         | 23 tháng 10, 1966 (27 tuổi) |         | Ismaily SC       |
|    | HV | Ashraf Kasem        | 25 tháng 7, 1966 (27 tuổi)  |         | Al-Ahli (Jeddah) |
|    | HV | Talaat Mansour      |                             |         | Al-Zamalek       |
|    | HV | Hany Ramzy          | 10 tháng 3, 1969 (25 tuổi)  |         | Neuchâtel Xamax  |
|    | HV | Mohamed Youssef     | 9 tháng 10, 1970 (23 tuổi)  |         | Al-Ahly          |
|    | TV | Reda Abdel-Aal      | 15 tháng 3, 1965 (29 tuổi)  |         | Al-Ahly          |
|    | TV | Mohamed Abdel-Galil | 2 tháng 10, 1968 (25 tuổi)  |         | Al-Ahly          |
|    | TV | Fekri Al-Saghir     |                             |         | Ismaily SC       |
|    | TV | Khaled El-Ghandour  | 27 tháng 7, 1970 (23 tuổi)  |         | Al-Zamalek       |
|    | TV | Ahmed El-Kass       | 8 tháng 7, 1965 (28 tuổi)   |         | Al-Olympi        |
|    | TV | Yasser Rayyan       | 26 tháng 3, 1970 (24 tuổi)  |         | Al-Ahly          |
|    | TV | Ali Yahia           |                             |         | Al-Qanah         |
|    | TV | Ashraf Youssef      | 5 tháng 10, 1965 (28 tuổi)  |         | Al-Zamalek       |
|    | TĐ | Ibrahim El-Masry    | 19 tháng 8, 1971 (22 tuổi)  |         | Al-Masry         |
|    | TĐ | Ayman Mansour       | 9 tháng 9, 1963 (30 tuổi)   |         | Al-Zamalek       |
|    | TĐ | Mohamed Ramadan     | 15 tháng 11, 1970 (23 tuổi) |         | Al-Ahly          |
|    | TĐ | Bashir Abdel Samad  |                             |         | Ismaily SC       |

### Gabon
Huấn luyện viên:  Jean Thissen
| Số | Vt | Cầu thủ                | Ngày sinh (tuổi)            | Số trận | Câu lạc bộ        |
| -- | -- | ---------------------- | --------------------------- | ------- | ----------------- |
|    | TM | Claude Babe            | 17 tháng 1, 1970 (24 tuổi)  |         | AS Sogara         |
|    | TM | Germain Mendome        | 21 tháng 8, 1970 (23 tuổi)  |         | AS Sogara         |
|    | TM | Amel Rolenga           | 18 tháng 9, 1964 (29 tuổi)  |         | Mbilinga FC       |
|    | HV | Francois Amegasse      | 10 tháng 10, 1965 (28 tuổi) |         | Mbilinga FC       |
|    | HV | Pierre Aubameyang      | 29 tháng 5, 1965 (28 tuổi)  |         | Le Havre AC       |
|    | HV | Michel Biyoghe         | 9 tháng 12, 1970 (23 tuổi)  |         | Petrosport        |
|    | HV | Francis Koumba         | 16 tháng 7, 1970 (23 tuổi)  |         | Petrosport        |
|    | HV | Tristan Mombo          | 24 tháng 8, 1970 (23 tuổi)  |         | Mbilinga FC       |
|    | HV | Parfait N'Dong         | 23 tháng 7, 1971 (22 tuổi)  |         | Mbilinga FC       |
|    | HV | Adrien Nkoumba         |                             |         | AS Sogara         |
|    | HV | Thierry Retoa          |                             |         | AS Sogara         |
|    | TV | Etienne Kassa-Ngoma    |                             |         | AS Sogara         |
|    | TV | Germain Mintsa         |                             |         | FC 105 Libreville |
|    | TV | Jean Moutsinga         |                             |         |                   |
|    | TV | Jean-Daniel N'Dong-Nze | 24 tháng 1, 1970 (24 tuổi)  |         | Petrosport        |
|    | TV | Placide Nyangala       |                             |         | Aurillac FCA      |
|    | TV | Valery Ondo            | 14 tháng 8, 1967 (26 tuổi)  |         | Mbilinga FC       |
|    | TV | Jacques Pigna          |                             |         | Mangasport        |
|    | TĐ | Brice Mackaya          | 23 tháng 7, 1968 (25 tuổi)  |         | Petrosport        |
|    | TĐ | Regis Manon            | 22 tháng 10, 1965 (28 tuổi) |         | FC 105 Libreville |
|    | TĐ | Guy Roger Nzamba       | 13 tháng 7, 1970 (23 tuổi)  |         | FC Mulhouse       |
|    | TĐ | Jonas Ogandaga         | 1 tháng 8, 1975 (18 tuổi)   |         | AS Sogara         |

### Nigeria
Huấn luyện viên:  Clemens Westerhof
| Số | Vt | Cầu thủ             | Ngày sinh (tuổi)            | Số trận | Câu lạc bộ           |
| -- | -- | ------------------- | --------------------------- | ------- | -------------------- |
| 22 | TM | Wilfred Agbonavbare | 5 tháng 10, 1965 (28 tuổi)  |         | Rayo Vallecano       |
| 16 | TM | Alloysius Agu       | 12 tháng 7, 1967 (26 tuổi)  |         | RFC Liège            |
| 1  | TM | Peter Rufai         | 24 tháng 8, 1963 (30 tuổi)  |         | GA Eagles            |
| 2  | HV | Augustine Eguavoen  | 19 tháng 8, 1965 (28 tuổi)  |         | Kortrijk             |
| 3  | HV | Benedict Iroha      | 29 tháng 11, 1969 (24 tuổi) |         | Vitesse Arnhem       |
| 4  | HV | Stephen Keshi       | 23 tháng 1, 1962 (32 tuổi)  |         | Cầu thủ tự do        |
| 5  | HV | Uche Okechukwu      | 4 tháng 11, 1967 (26 tuổi)  |         | Fenerbahçe           |
| 12 | HV | Isaac Semitoje      | 2 tháng 10, 1967 (26 tuổi)  |         | Iwuanyanwu Nationale |
| 19 | HV | Nduka Ugbade        | 6 tháng 9, 1969 (24 tuổi)   |         | Cầu thủ tự do        |
| 6  | HV | Uche Okafor         | 8 tháng 8, 1967 (26 tuổi)   |         | Hannover 96          |
| 21 | TV | Mutiu Adepoju       | 22 tháng 12, 1970 (23 tuổi) |         | Racing Santander     |
| 20 | TV | Edema Fuludu        | 8 tháng 5, 1970 (23 tuổi)   |         | BCC Lions            |
| 18 | TĐ | Efan Ekoku          | 8 tháng 6, 1967 (26 tuổi)   |         | Norwich City         |
| 7  | TV | Finidi George       | 15 tháng 4, 1971 (22 tuổi)  |         | Ajax Amsterdam       |
| 10 | TV | Jay-Jay Okocha      | 14 tháng 8, 1973 (20 tuổi)  |         | Frankfurt            |
| 8  | TV | Thompson Oliha      | 4 tháng 10, 1968 (25 tuổi)  |         | Cầu thủ tự do        |
| 15 | TV | Sunday Oliseh       | 14 tháng 9, 1974 (19 tuổi)  |         | RFC Liège            |
| 14 | TĐ | Daniel Amokachi     | 30 tháng 12, 1972 (21 tuổi) |         | Club Brugge          |
| 11 | TV | Emmanuel Amuneke    | 25 tháng 12, 1970 (23 tuổi) |         | Zamalek              |
| 17 | TĐ | Victor Ikpeba       | 12 tháng 6, 1973 (20 tuổi)  |         | AS Monaco            |
| 13 | TĐ | Samson Siasia       | 14 tháng 8, 1967 (26 tuổi)  |         | Nantes               |
| 9  | TĐ | Rashidi Yekini      | 23 tháng 10, 1963 (30 tuổi) |         | Vitoria Setubal      |

## Bảng C

### Bờ Biển Ngà
Huấn luyện viên:  Henryk Kasperczak
| Số | Vt | Cầu thủ            | Ngày sinh (tuổi)            | Số trận | Câu lạc bộ      |
| -- | -- | ------------------ | --------------------------- | ------- | --------------- |
|    | TM | Alain Gouaméné     | 15 tháng 6, 1966 (27 tuổi)  |         | ASEC Abidjan    |
|    | TM | Losseni Konaté     | 29 tháng 12, 1972 (21 tuổi) |         | ASEC Abidjan    |
|    | TM | Obou Macaire       |                             |         | Africa Sports   |
|    | HV | Sam Abouo          | 26 tháng 12, 1973 (20 tuổi) |         | ASEC Abidjan    |
|    | HV | Basile Aka Kouame  | 6 tháng 4, 1963 (30 tuổi)   |         | ASEC Abidjan    |
|    | HV | Lassina Dao        | 6 tháng 2, 1971 (23 tuổi)   |         | ASEC Abidjan    |
|    | HV | Vilasco Fallet     | 27 tháng 1, 1969 (25 tuổi)  |         | ASEC Abidjan    |
|    | HV | Jean-Marie Gbahou  | 1 tháng 4, 1973 (20 tuổi)   |         | ASEC Abidjan    |
|    | HV | Arsène Hobou       | 30 tháng 10, 1967 (26 tuổi) |         | Africa Sports   |
|    | TV | Célestin Amani     |                             |         | Africa Sports   |
|    | TV | Aliou Siby Badra   | 26 tháng 2, 1971 (23 tuổi)  |         | ASEC Abidjan    |
|    | TV | Yacouba Komara     | 8 tháng 1, 1971 (23 tuổi)   |         | Africa Sports   |
|    | TV | Tchiressoua Guel   | 27 tháng 12, 1975 (18 tuổi) |         | ASEC Abidjan    |
|    | TV | Adama Klofie Kone  | 26 tháng 7, 1969 (24 tuổi)  |         | ASEC Abidjan    |
|    | TV | Serge-Alain Maguy  | 20 tháng 10, 1970 (23 tuổi) |         | Atlético Madrid |
|    | TV | Donald-Olivier Sie | 3 tháng 4, 1970 (23 tuổi)   |         | ASEC Abidjan    |
|    | TĐ | Yao Lambert Amani  | 17 tháng 9, 1963 (30 tuổi)  |         | Africa Sports   |
|    | TĐ | Michel Bassolé     | 18 tháng 7, 1972 (21 tuổi)  |         | ASEC Abidjan    |
|    | TĐ | Eugène Beugré Yago | 15 tháng 12, 1969 (24 tuổi) |         | Africa Sports   |
|    | TĐ | Ahmed Ouattara     | 15 tháng 12, 1969 (24 tuổi) |         | Africa Sports   |
|    | TĐ | Joël Tiéhi         | 12 tháng 6, 1964 (29 tuổi)  |         | Le Havre AC     |
|    | TĐ | Abdoulaye Traoré   | 4 tháng 3, 1967 (27 tuổi)   |         | ASEC Abidjan    |

### Sierra Leone
Huấn luyện viên:   Raymond Zarpanelian
| Số | Vt | Cầu thủ               | Ngày sinh (tuổi)            | Số trận | Câu lạc bộ                |
| -- | -- | --------------------- | --------------------------- | ------- | ------------------------- |
|    | TM | Brima Kamara          | 5 tháng 5, 1972 (21 tuổi)   |         | East End Lions            |
|    | TM | Osaid Marah           |                             |         | K.V.K. Tienen             |
|    | HV | Vannie Bockarie       | 18 tháng 1, 1975 (19 tuổi)  |         | Kamboi Eagles             |
|    | HV | Kemokai Kallon        | 17 tháng 3, 1972 (22 tuổi)  |         | AS Kaloum Star            |
|    | HV | Abubakar Kamara       | 15 tháng 4, 1977 (16 tuổi)  |         | East End Lions            |
|    | HV | Mohamed Kanu          | 5 tháng 7, 1968 (25 tuổi)   |         | V.C. Eendracht Aalst 2002 |
|    | HV | Basiru King           |                             |         | Union Douala              |
|    | HV | Mohamed Mansaray      | 25 tháng 12, 1974 (19 tuổi) |         | K. Boom F.C.              |
|    | HV | Abdoulay Sessay       | 1 tháng 1, 1970 (24 tuổi)   |         | Ports Authority F.C.      |
|    | TV | Lamine Bangoura       |                             |         | Horoya AC                 |
|    | TV | Abdul Thompson Conteh | 2 tháng 7, 1970 (23 tuổi)   |         | Georgetown Cobras         |
|    | TV | Lamine Conteh         | 17 tháng 1, 1976 (18 tuổi)  |         | K. Beerschot V.A.C.       |
|    | TV | Abu Kanu              | 31 tháng 3, 1972 (21 tuổi)  |         | East End Lions            |
|    | TV | Amidu Karim           |                             |         | Mighty Blackpool          |
|    | TV | Ibrahim Koroma        | 4 tháng 7, 1973 (20 tuổi)   |         | K. Boom F.C.              |
|    | TV | John Sama             | 24 tháng 3, 1972 (22 tuổi)  |         | Gezan Attuhama            |
|    | TV | Matthews Tieh         | 18 tháng 10, 1974 (19 tuổi) |         | Mighty Blackpool          |
|    | TĐ | Leslie Allen          |                             |         | FC Mbilinga               |
|    | TĐ | Kassim Conteh         |                             |         | East End Lions            |
|    | TĐ | Brima George          |                             |         | Diamond Stars             |
|    | TĐ | Musa Kanu             | 4 tháng 3, 1976 (18 tuổi)   |         | K.S.C. Lokeren            |
|    | TĐ | John Gbassay Sessay   | 11 tháng 5, 1968 (25 tuổi)  |         | Vitoria Setubal           |

### Zambia
Huấn luyện viên:  Ian Porterfield
| Số | Vt | Cầu thủ           | Ngày sinh (tuổi)            | Số trận | Câu lạc bộ         |
| -- | -- | ----------------- | --------------------------- | ------- | ------------------ |
| 22 | TM | John Mubanga      |                             |         | Nkana Red Devils   |
| 16 | TM | Martin Mwamba     | 6 tháng 11, 1964 (29 tuổi)  |         | Power Dynamos FC   |
| 1  | TM | James Phiri       | 13 tháng 2, 1968 (26 tuổi)  |         | Zanaco FC          |
| 13 | HV | Aggrey Chiyangi   | 5 tháng 6, 1964 (29 tuổi)   |         | Power Dynamos FC   |
| 2  | HV | Harrison Chongo   | 5 tháng 6, 1969 (24 tuổi)   |         | Al Taawon          |
| 3  | HV | Elijah Litana     | 5 tháng 12, 1970 (23 tuổi)  |         | Roan United        |
| 5  | HV | Mordon Malitoli   | 5 tháng 8, 1968 (25 tuổi)   |         | Nkana Red Devils   |
| 4  | HV | Kapambwe Mulenga  |                             |         | Nkana Red Devils   |
| 21 | HV | Kingsley Musabula | 26 tháng 12, 1973 (20 tuổi) |         | Zamsure FC         |
| 20 | HV | Harrison Tembo    |                             |         | Kabwe Warriors     |
| 14 | TV | Joel Bwalya       | 14 tháng 10, 1972 (21 tuổi) |         | K.R.C. Harelbeke   |
| 8  | TV | Tenant Chilumba   | 22 tháng 8, 1972 (21 tuổi)  |         | Power Dynamos FC   |
| 15 | TV | John Lungu        | 12 tháng 6, 1966 (27 tuổi)  |         | Roan United        |
| 18 | TV | Linos Makwaza     | 4 tháng 12, 1965 (28 tuổi)  |         | Power Dynamos FC   |
| 10 | TV | Evans Sakala      | 10 tháng 10, 1970 (23 tuổi) |         | Chatsworth Rangers |
| 6  | TV | Happy Sichikolo   |                             |         | Kabwe Warriors     |
| 7  | TĐ | Johnson Bwalya    | 3 tháng 12, 1967 (26 tuổi)  |         | FC Bulle           |
| 11 | TĐ | Kalusha Bwalya    | 16 tháng 8, 1963 (30 tuổi)  |         | PSV Eindhoven      |
| 12 | TĐ | Kenneth Malitoli  | 20 tháng 8, 1966 (27 tuổi)  |         | Espérance          |
| 17 | TĐ | Gibby Mbasela     | 24 tháng 10, 1962 (31 tuổi) |         | Espérance          |
| 9  | TĐ | Zeddy Saileti     | 16 tháng 1, 1969 (25 tuổi)  |         | Nkana Red Devils   |

## Bảng D

### Ghana
Huấn luyện viên: Emmanuel Aggrey-Finn
| Số | Vt | Cầu thủ                | Ngày sinh (tuổi)            | Số trận | Câu lạc bộ          |
| -- | -- | ---------------------- | --------------------------- | ------- | ------------------- |
|    | TM | Simon Addo             | 11 tháng 12, 1974 (19 tuổi) |         | Ashanti Gold SC     |
|    | TM | Edward Ansah           |                             |         | Port Authority      |
|    | TM | Anthony Mensah         | 31 tháng 10, 1972 (21 tuổi) |         | Asante Kotoko       |
|    | HV | Frank Amankwah         | 29 tháng 12, 1971 (22 tuổi) |         | Asante Kotoko       |
|    | HV | Emmanuel Ampeah        |                             |         | Asante Kotoko       |
|    | HV | Emmanuel Armah         | 22 tháng 4, 1968 (25 tuổi)  |         | Hearts of Oak       |
|    | HV | Anthony Baffoe         | 25 tháng 5, 1965 (28 tuổi)  |         | FC Metz             |
|    | HV | Afo Dodoo              | 23 tháng 11, 1973 (20 tuổi) |         | Ashanti Gold SC     |
|    | HV | Agyeman Duah           | 17 tháng 10, 1973 (20 tuổi) |         | Asante Kotoko       |
|    | HV | Stephen Frimpong Manso | 15 tháng 5, 1959 (34 tuổi)  |         | Asante Kotoko       |
|    | HV | Alexander Opoku        | 31 tháng 8, 1974 (19 tuổi)  |         | VfB Leipzig         |
|    | HV | Bernard Whyte          |                             |         | Hearts of Oak       |
|    | TV | Joachin Yaw Acheampong | 2 tháng 11, 1973 (20 tuổi)  |         | Ashanti Gold SC     |
|    | TV | Charles Akonnor        | 12 tháng 3, 1974 (20 tuổi)  |         | Fortuna Köln        |
|    | TV | Samuel Johnson         | 25 tháng 7, 1973 (20 tuổi)  |         | Hearts of Oak       |
|    | TV | Nii Lamptey            | 16 tháng 12, 1974 (19 tuổi) |         | PSV Eindhoven       |
|    | TV | Oscar Laud             |                             |         | Dawu Youngsters     |
|    | TĐ | George Arthur          |                             |         | Asante Kotoko       |
|    | TĐ | Abedi Pele             | 5 tháng 11, 1962 (31 tuổi)  |         | Olympique Lyonnais  |
|    | TĐ | Kwame Ayew             | 28 tháng 12, 1973 (20 tuổi) |         | U.S. Lecce          |
|    | TĐ | Prince Polley          | 4 tháng 5, 1969 (24 tuổi)   |         | FC Twente           |
|    | TĐ | Anthony Yeboah         | 6 tháng 6, 1966 (27 tuổi)   |         | Eintracht Frankfurt |

### Guinée
Huấn luyện viên: Naby Camara
| Số | Vt | Cầu thủ               | Ngày sinh (tuổi)            | Số trận | Câu lạc bộ             |
| -- | -- | --------------------- | --------------------------- | ------- | ---------------------- |
|    | TM | Fode Laye Camara      | 28 tháng 9, 1971 (22 tuổi)  |         | Horoya AC              |
|    | TM | Saliou Diallo         | 3 tháng 11, 1976 (17 tuổi)  |         | Hafia FC               |
|    | HV | Abdoul Karim Bangoura | 9 tháng 2, 1970 (24 tuổi)   |         | Cầu thủ tự do          |
|    | HV | Sita Camara           | 11 tháng 3, 1974 (20 tuổi)  |         | Université Club Kankan |
|    | HV | Ousmane Fernández     | 4 tháng 2, 1969 (25 tuổi)   |         | ASFAG                  |
|    | HV | Karifa Sidibé         |                             |         | Aubervilliers          |
|    | HV | Morlaye Soumah        | 4 tháng 11, 1971 (22 tuổi)  |         | US Valenciennes        |
|    | HV | Edgar Barbara Sylla   | 22 tháng 3, 1970 (24 tuổi)  |         | Évry                   |
|    | HV | Mohamadou Sylla       |                             |         | Liembeek               |
|    | HV | Mohamed Ofei Sylla    | 15 tháng 8, 1974 (19 tuổi)  |         | Vannes OC              |
|    | TV | Ansou Camara          |                             |         | R.W.D. Molenbeek       |
|    | TV | Ousmane N'Gom Camara  | 26 tháng 5, 1975 (18 tuổi)  |         | AS Kaloum Star         |
|    | TV | Sékou Oumar Drame     | 23 tháng 12, 1973 (20 tuổi) |         | Stade Abidjan          |
|    | TV | Sékou Soumah          | 18 tháng 8, 1974 (19 tuổi)  |         | Willem II              |
|    | TV | Abdoul Salam Sow      | 13 tháng 8, 1970 (23 tuổi)  |         | K.V. Kortrijk          |
|    | TV | Mohamed Lamine Sylla  | 22 tháng 2, 1971 (23 tuổi)  |         | Willem II              |
|    | TV | Pablo Thiam           | 3 tháng 1, 1974 (20 tuổi)   |         | 1. FC Köln             |
|    | TĐ | Titi Camara           | 17 tháng 11, 1972 (21 tuổi) |         | AS Saint-Etienne       |
|    | TĐ | Fodé Camara           | 9 tháng 12, 1973 (20 tuổi)  |         | FCN Sint-Niklaas       |
|    | TĐ | Souleymane Oularé     | 16 tháng 10, 1972 (21 tuổi) |         | K.S.K. Beveren         |
|    | TĐ | Alkaly Soumah         | 6 tháng 4, 1975 (18 tuổi)   |         | Hafia FC               |

### Sénégal
Huấn luyện viên: Jules Bocandé and Saar Boubacar
| Số | Vt | Cầu thủ               | Ngày sinh (tuổi)            | Số trận | Câu lạc bộ         |
| -- | -- | --------------------- | --------------------------- | ------- | ------------------ |
|    | TM | Papa Waly N'Diaye     |                             |         | ASC Jeanne d'Arc   |
|    | TM | René Charles N'Diaye  |                             |         | AS Douanes         |
|    | TM | Cheikh Seck           |                             |         | Cầu thủ tự do      |
|    | HV | Moustapha Diagne      |                             |         | RC Fontainebleau   |
|    | HV | Mamadou Mariem Diallo | 2 tháng 3, 1967 (27 tuổi)   |         | Port Autonome      |
|    | HV | Boubacar Gassama      |                             |         | Casa Sport         |
|    | HV | Momath Gueye          |                             |         | ASC Ndiambour      |
|    | HV | Aly Male              | 15 tháng 11, 1970 (23 tuổi) |         | ASC Jeanne d'Arc   |
|    | HV | Adolphe Mendy         | 16 tháng 1, 1960 (34 tuổi)  |         | ASC Ndiambour      |
|    | HV | Issa Tambedou         | 28 tháng 9, 1966 (27 tuổi)  |         | Port Autonome      |
|    | TV | Moussa Camara         |                             |         | AS Douanes         |
|    | TV | Lamine Moise Cissé    | 12 tháng 12, 1971 (22 tuổi) |         | ASC Diaraf         |
|    | TV | Mamadou Faye          | 31 tháng 12, 1967 (26 tuổi) |         | SC Bastia          |
|    | TV | Mame Birame Mangane   | 19 tháng 11, 1969 (24 tuổi) |         | Estrela da Amadora |
|    | TV | Abdoul Yoro N'Diaye   |                             |         | AS Douanes         |
|    | TV | Lamine Sagna          | 17 tháng 11, 1969 (24 tuổi) |         | ASC Diaraf         |
|    | TĐ | Mamadou Diallo        | 21 tháng 8, 1971 (22 tuổi)  |         | Kawkab Marrakesh   |
|    | TĐ | Mamadou Diarra        | 18 tháng 10, 1970 (23 tuổi) |         | Port Autonome      |
|    | TĐ | Alassane Dione        |                             |         | AS Douanes         |
|    | TĐ | Souleymane Sané       | 26 tháng 2, 1961 (33 tuổi)  |         | SG Wattenscheid 09 |
|    | TĐ | Atanas Tendeng        | 23 tháng 6, 1970 (23 tuổi)  |         | Casa Sport         |
|    | TĐ | Amara Traoré          | 25 tháng 9, 1965 (28 tuổi)  |         | FC Gueugnon        |